# Quido Matoušek
Podplukovník Quido Matoušek (4. ledna 1888 Klatovy – 12. ledna 1951 Praha) byl legionář, důstojník československé armády a odbojář z období druhé světové války.

## Život

### Mládí a první světová válka
Quido Matoušek se narodil 4. ledna 1888 v Klatovech. Mezi lety 1900 a 1903 navštěvoval měšťanskou školu, v letech 1914 - 1915 obchodní školu v Praze. 21. června nastoupil vojenskou službu v Rumburku, od 7. září téhož roku se účastnil bojů na ruské frontě. Už 4. října padl u Rovna do zajetí a 1. prosince podal přihlášku do Československých legií. 24. dubna 1916 byl přijat do střeleckého pluku, kde působil jako instruktor u záložního praporu. V červenci téhož roku se stal velitelem družstva a bojoval mimo jiné u Zborova nebo už jako velitel čety u Bachmače, později absolvoval Sibiřskou anabázi. Dosáhl hodnosti kapitána.

### Mezi světovými válkami
Do Československa se vrátil v srpnu 1920 a byl zařazen jako velitel roty k pěšímu pluku v Praze. Po povýšení na štábního kapitána v roce 1922 sloužil jako velitel instrukčního praporu na vojenském učilišti v Milovicích. V září 1923 byl převelen do Dolného Kubína k horskému praporu, v říjnu 1925 pak k pěšímu pluku do Košic. Vzdělával se mmj. ve Francii, hodnostně stoupal a stal se velitelem praporu. Už jako podplukovník byl v říjnu 1929 převelen do Fryštátu. V červnu 1931 neuspěl v kurzu pro velitele vojskových těles. V listopadu 1931 už s hraničářským praporem přemístěn do Žamberka, v roce 1933 poté co úspěšně absolvoval opravnou velitelskou zkoušku, k pěšímu pluku do Jihlavy, kde opět zastával funkci velitele praporu. 1. prosince 1936 byl jmenován velitelem praporu Stráže obrany státu v Českých Budějovicích a zároveň vojensko-technickým referentem u hlavního okresního politického úřadu tamtéž.

### Druhá světová válka a po ní
Po obsazení republiky byl Quido Matoušek sledován policií díky čemuž se mu nepodařilo opustit zemi a zapojit se do zahraničního odboje. Zapojil se do Obrany národa ve skupině Bílá Hora. Během Pražského povstání v roce 1945 velel úseku Vratislav na Vinohradech. Po skončení války už službu u armády znovu nenastoupil, 1. dubna 1946 byl přeložen do výslužby. Zemřel 12. ledna 1951 v Praze.

## Rodina
Quido Matoušek se ve dvacátých letech oženil s Annou Stumpeovou, se kterou měl dceru Libuši. V červnu 1939 bylo manželství rozvedeno.